# Acantholejeunea
Acantholejeunea, manji biljni rod jetrenjarki iz porodice Lejeuneaceae. Postoje dvije vrste, od kojih su obje nekada klasificirane rodu Drepanolejeunea.

## Vrste
1. Acantholejeunea dentistipula (Steph.) R.M. Schust.
2. Acantholejeunea spinistipula (Herzog) R.M. Schust.